# St. Petersburg WCT 1974
Il St. Petersburg WCT 1974 è stato un torneo di tennis giocato sul cemento. È stata la 1ª edizione del torneo che fa parte del World Championship Tennis 1974. Si è giocato a St. Petersburg negli Stati Uniti dal 4 al 10 febbraio 1974.

## Campioni

### Singolare maschile
John Newcombe ha battuto in finale  Alex Metreveli con il punteggio di 6–0, 7–6

### Doppio maschile
Owen Davidson /  John Newcombe hanno battuto in finale  Clark Graebner /  Charlie Pasarell con il punteggio di 4–6, 6–3, 6–4